# San Martín y Mudrián
San Martín y Mudrián település Spanyolországban, Segovia tartományban. San Martín y Mudrián Cuéllar, Pinarejos, Navalmanzano, Pinarnegrillo, Carbonero el Mayor, Navas de Oro és Samboal községekkel határos. Lakosainak száma 251 fő (2024).

## Népesség
A település népessége az elmúlt években az alábbi módon változott:
| Lakosok száma | 281  | 266  | 322  | 342  | 283  | 273  | 241  | 245  | 235  | 251  |
|               | 2001 | 2004 | 2007 | 2009 | 2012 | 2014 | 2017 | 2019 | 2022 | 2024 |